# Valensole
Valensole település Franciaországban, Alpes-de-Haute-Provence megyében. Lakosainak száma 3151 fő (2022. január 1.). Valensole Allemagne-en-Provence, Brunet, Le Castellet, Gréoux-les-Bains, Manosque, Oraison, Riez, Saint-Martin-de-Brômes, Villeneuve és Volx községekkel határos.

## Népesség
A település népessége az elmúlt években az alábbi módon változott:
| Lakosok száma | 1791 | 1944 | 2202 | 2631 | 3244 | 3169 | 3204 | 3173 | 3158 | 3151 |
|               | 1968 | 1982 | 1990 | 2006 | 2013 | 2015 | 2017 | 2019 | 2020 | 2022 |